# Соболев, Валерий Михайлович
Валерий Михайлович Соболев (25 октября 1927, г. Каменское — 3 апреля 2023, Москва) — генерал-лейтенант внутренней службы; советник президента Ассоциации правоохранительных органов «Щит и Меч» (2003); доктор юридических наук; академик, профессор, вице-президент Академии проблем безопасности, обороны и правопорядка (2003—2008).

## Биография
Родился в семье военнослужащего. Воспитывался матерью (родители развелись в 1928 г.).
С началом Великой Отечественной войны остался сиротой. По дороге в детский дом сбежал из эшелона на фронт. Служил во взводе разведки. При переправе через Днепр был ранен. После лечения служил в 193‑м запасном стрелковом полку. Демобилизован в 1951 г.
Работал литейщиком на заводе в Кировограде. В 1953—1955 гг. — комсорг ЦК ВЛКСМ на строительстве Кременчугской ГЭС.
С 1955 г. — в органах внутренних дел на различных оперативных должностях: помощник оперуполномоченного отдела по борьбе с бандитизмом (МГБ), старший оперуполномоченный, заместитель начальника Уголовного розыска отделения милиции. В 1968—1975 гг. — начальник управления внутренних дел Калининградской области.
С 1975 г. — заместитель начальника Академии МВД СССР.
В 1977 г. назначен начальником вновь созданного 5-го Главного управления МВД СССР (по исполнению наказаний, не связанных с лишением свободы).
Выйдя в отставку, продолжает общественную деятельность:
- советник президента Ассоциации правоохранительных органов «Щит и Меч» (2003);
- академик, профессор, вице-президент Академии проблем безопасности, обороны и правопорядка (2003—2008);
- член Президиума межрегиональной общественной организации «Общественная академия национальной безопасности»[4].

### Семья
Сын — Юрий (род. 29.10.1973), профессор, заведующий кафедрой в Грозненском филиале Краснодарской академии МВД.

## Избранные публикации
- Соболев В. М. Провокатор преступления. — Калининград: Кн. изд-во, 1973. — 77 с. — 3000 экз.
- Соболев В. М. Профилактика правонарушений: взаимодействие органов внутренних дел и общественности : (На материале Калинингр. обл.). — 2-е изд., испр. и доп. — М., 1978. — 115 с. — 1000 экз.
- Соболев В. М. Участие общественности в профилактике правонарушений: Из опыта работы опорных пунктов правопорядка и советов по профилактике правонарушений Калинингр. обл. — М., 1976. — 115 с. — 1000 экз.

## Награды
- орден Отечественной войны II степени
- орден Трудового Красного Знамени (1976)
- орден Дружбы народов (1981)
- орден Красной Звезды
- орден «Знак Почёта» (1971)
- медали
- орден Полярная звезда (1976) Монгольской Народной Республики
- Орден Святителя Николая Чудотворца[5] (2004) Российский императорский дом
- орден Петра Великого I степени (2003) — за выдающиеся заслуги и большой личный вклад в развитие и укрепление Государства Российского
- заслуженный работник МВД СССР
- премия им. Ю. В. Андропова (с вручением золотой медали) — за выдающийся вклад в обеспечение безопасности РФ.